# Csalár
Csalár (szlovákul: Čeláre) község Szlovákiában, a Besztercebányai kerületben, a Nagykürtösi járásban.

## Fekvése
Csalár Nagykürtöstől 18 km-re délkeletre, az Ipoly jobb partján, a magyar határ mellett fekszik. A község területének tengerszint feletti magassága 147-281 méter között változik, maga a falu 160 méteres magasságban található.
A községet alkotó településrészek Csalár és Kürt (Kírť).
Csalárt északról Bussa, északnyugatról Alsózellő, nyugatról Galábocs és Zobor, délről Szécsénykovácsi, keletről pedig Ludányhalászi községek határolják. Keleti határát az Ipoly alkotja, mely egyben államhatár is Szlovákia és Magyarország között.

## Története

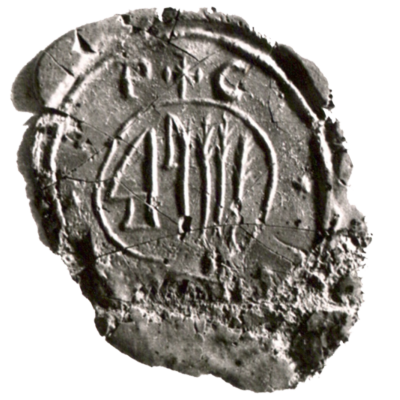
Csalár régi pecsétje

Területén a régészeti leletek szerint már az újkőkorszakban emberi település állt, a későbbi időkből szkíta és dák leletek kerültek itt elő. A mai települést 1436-ban "Chalard" néven említik először. Több nemesi család birtoka, majd 1554 és 1594 között a hódoltsághoz tartozott. 1828-ban 41 házában 353 lakos élt, akik mezőgazdasággal foglalkoztak. Később a vezekényi nagybirtokhoz tartozott.
Vályi András szerint "CSALÁR. Elegyes lakosú falu Nógrad Vármegyében, földes Ura Báró Prónay Uraság, és más Urak, lakosai katolikusok, és más félék, fekszik Ipoly vize mellett Bussának szomszédságában, Szétséntöl más fél órányira. Határbéli bora középszerű jóságú, malma jó, kendere, káposztája bőven terem, ’s egyéb középszerű vagyonnyaikoz, ’s termékenységéhez képest, második Osztálybéli."
Fényes Elek szerint "Csalár, magyar falu, Nógrád vgyében, 390 kath., 50 evang. lak. Határja kicsiny; rétjei az Ipoly mentén jók; bora sok és kedves izű. F. u. Prónay, Révay, Verboy s m. t. Ut. p. Szakál."
A trianoni békeszerződésig területe Nógrád vármegye Szécsényi járásához tartozott. 1938 és 1944 között újra Magyarország része volt.
1948-ban alakult bortermelő szövetkezete, 1952-ben pedig a mezőgazdasági szövetkezet (JRD).
Csalár 1960-ig a Kékkői járáshoz, 1960-1968 között a Losonci járáshoz tartozott, 1968 óta pedig a Nagykürtösi járás része.

## Népessége
| Év:            | 1994. | 2004.   | 2014.   | 2024.   |
| -------------- | ----- | ------- | ------- | ------- |
| Emberek száma: | 530   | 515     | 475     | 512     |
| Eltérés:       |       | -2,83 % | -7,76 % | +7,78 % |

| Év:            | 2023. | 2024.   |
| -------------- | ----- | ------- |
| Emberek száma: | 501   | 512     |
| Eltérés:       |       | +2,19 % |

1880-ban 391 lakosából 344 magyar és 30 szlovák anyanyelvű volt.
1890-ben 442 lakosából 406 magyar és 34 szlovák anyanyelvű volt.
1900-ban 499 lakosából 474 magyar és 23 szlovák anyanyelvű volt.
1910-ben 502 lakosából 481 magyar és 21 szlovák anyanyelvű volt.
1921-ben 588 lakosából 483 magyar és 56 csehszlovák volt.
1930-ban 561 lakosából 308 magyar, 168 csehszlovák, 1-1 német és zsidó és 83 állampolgárság nélküli volt.
1941-ben 527 lakosából 501 magyar és 26 szlovák volt.
1970-ben 644 lakosából 321 magyar és 309 szlovák volt.
1980-ban 600 lakosából 278 magyar és 319 szlovák volt.
1991-ben 544 lakosából 253 magyar és 285 szlovák volt.
2001-ben 502 lakosából 228 szlovák és 178 magyar nemzetiségű volt.
2011-ben 479 lakosából 296 szlovák, 149 magyar, 14 cigány és 16 ismeretlen nemzetiségű. Ebből 189 magyar, 253 szlovák és 16 cigány anyanyelvű.
2021-ben 480 lakosából 334 (+15) szlovák, 116 (+16) magyar (24,1%), 2 (+1) cigány, 1 cseh, 27 ismeretlen nemzetiségű.

## Nevezetességei
- Szent Mihálynak szentelt római katolikus temploma a 18. század végén épült barokk-klasszicista stílusban. A templom falán 2008. október 4-én helyezték el Szentiványi Ráfael emléktábláját.
- Kastély 1770-ből. Jelenleg romos állapotban van.[6]
- Kúria a 18. század végéről.
- Az 1848-as forradalom emlékkopjafáját 2009-ben állították.
- A két világháború áldozatainak emlékműve a temetőben található.

## Híres emberek
- Csaláron született Szentiványi Ráfael (1722–1783) arbei püspök.
- A temetőben nyugszik Zsélyi Aladár (1883–1914) gépészmérnök, a magyar repülés úttörője és mártírja, az első magyar repülési szakkönyv írója, gépészeti szakíró.

## Képtár

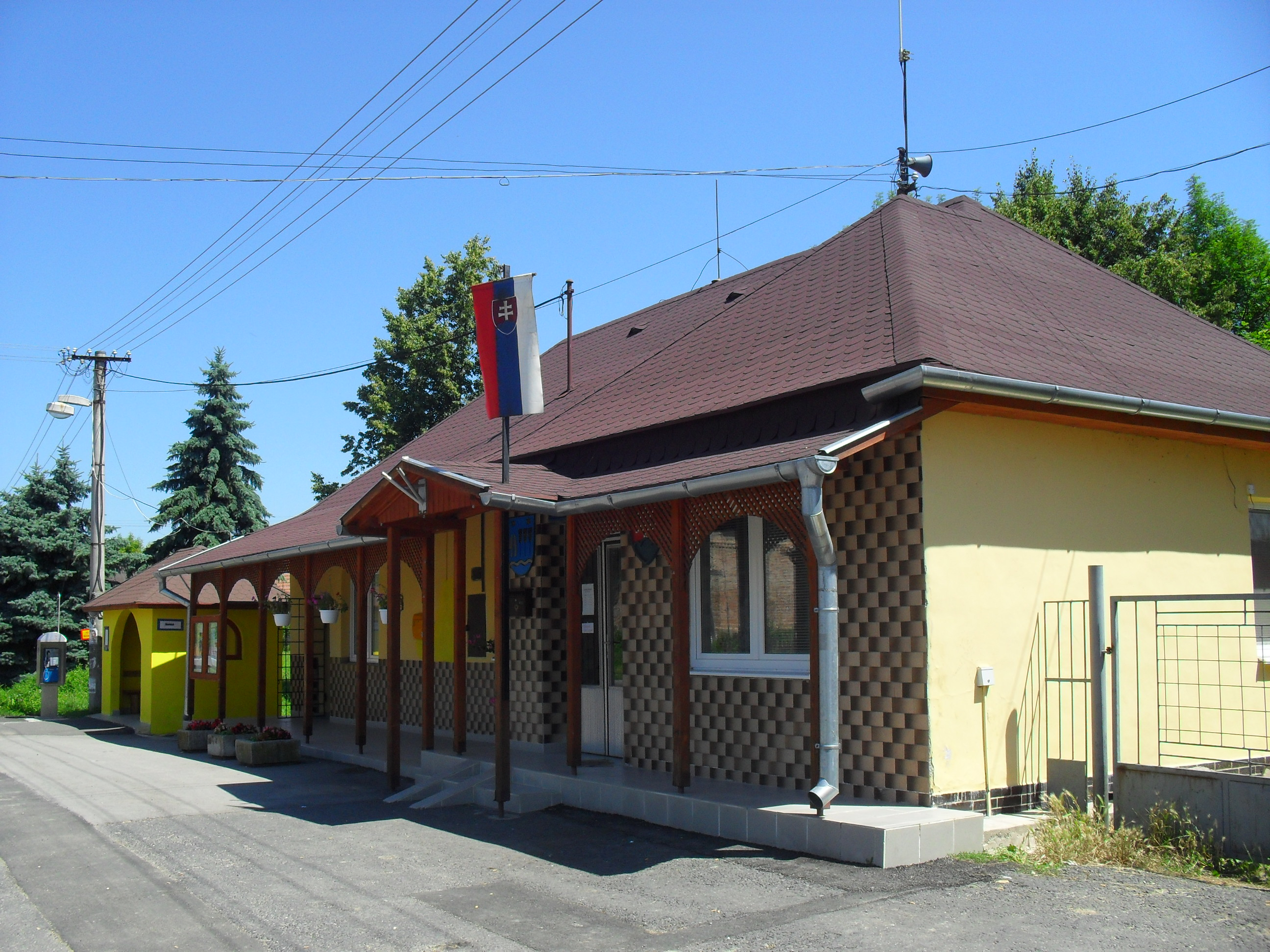
Községi hivatal
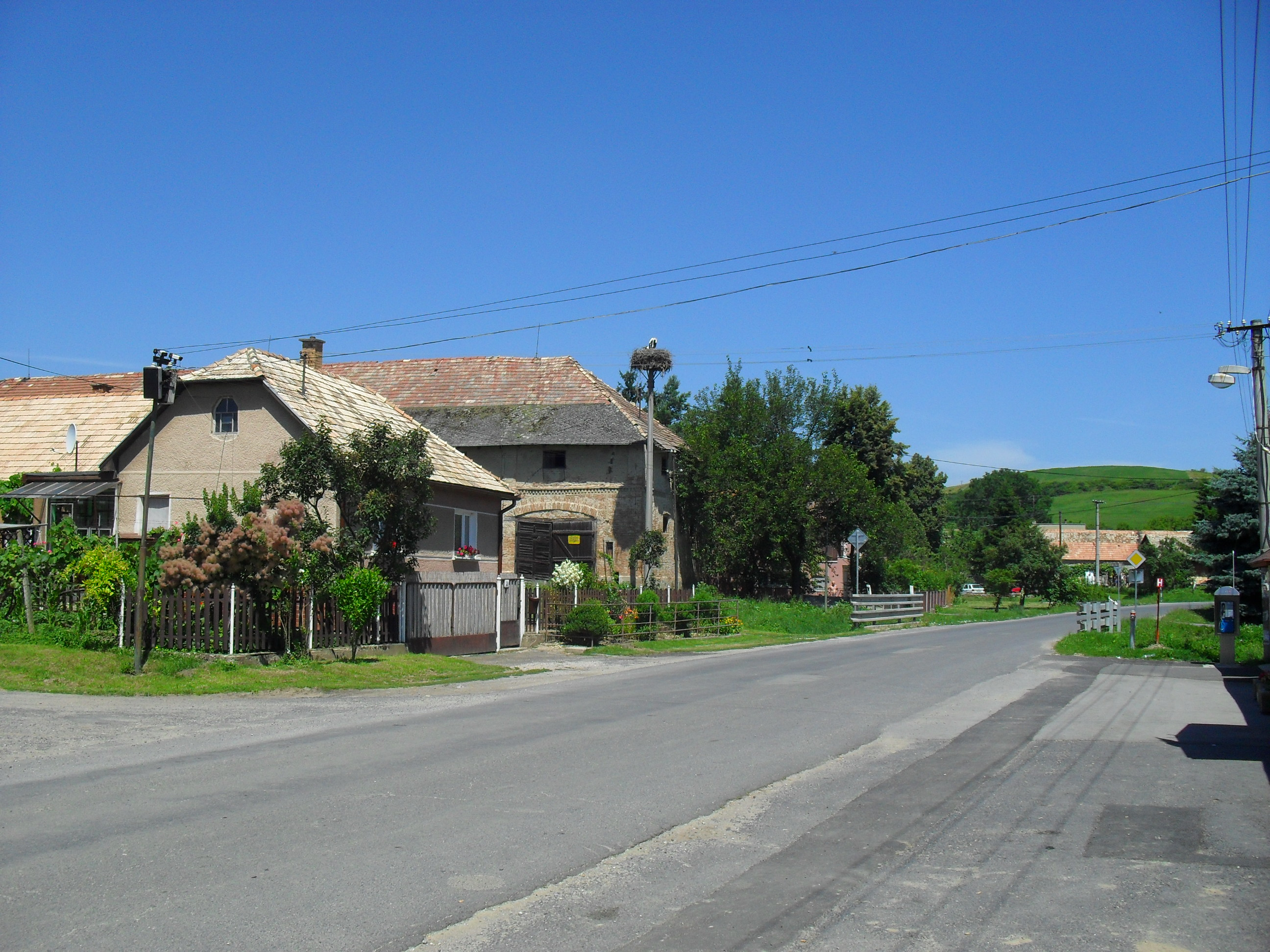
Csalári utcakép
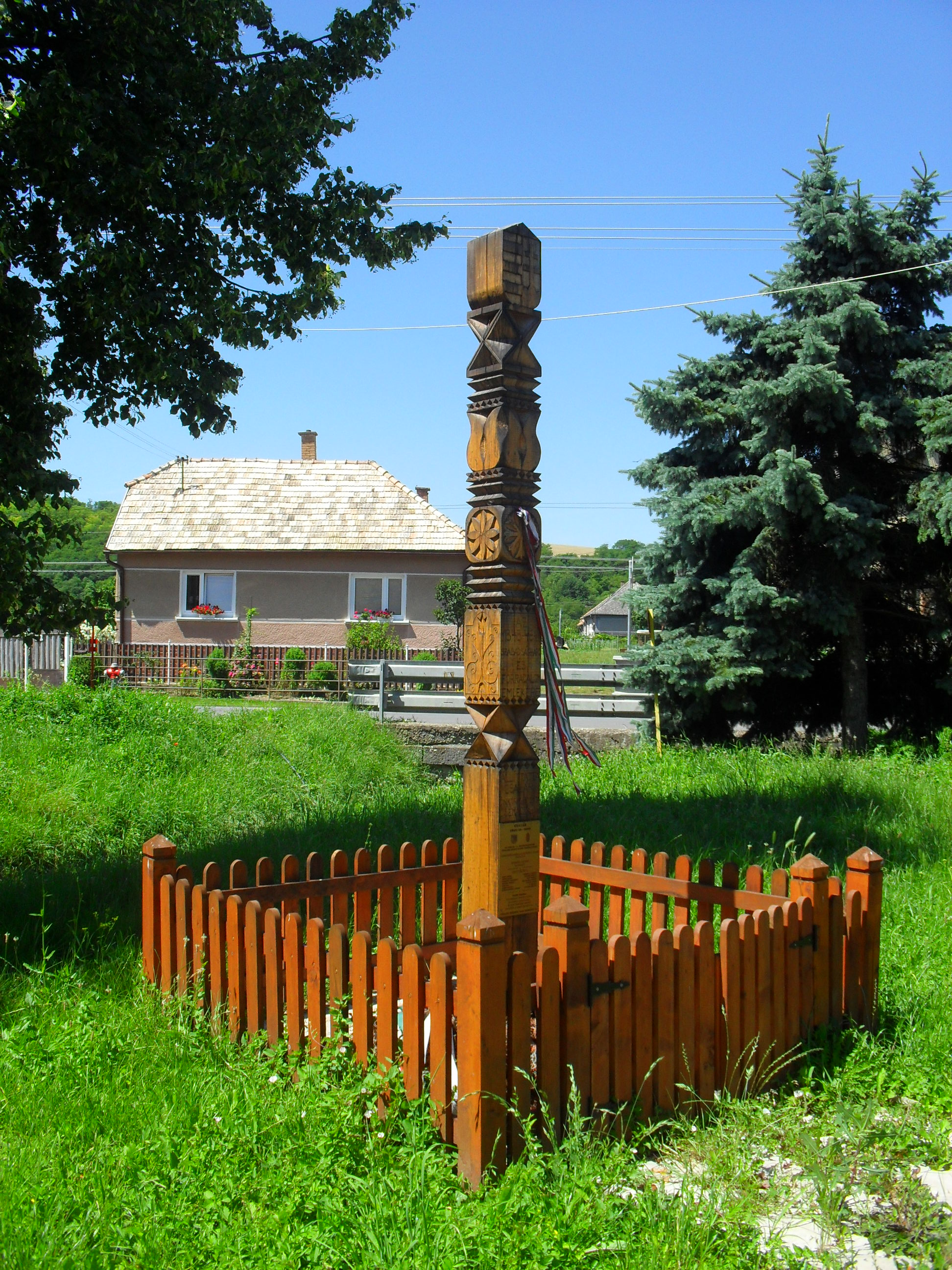
1848-as emlékkopjafa
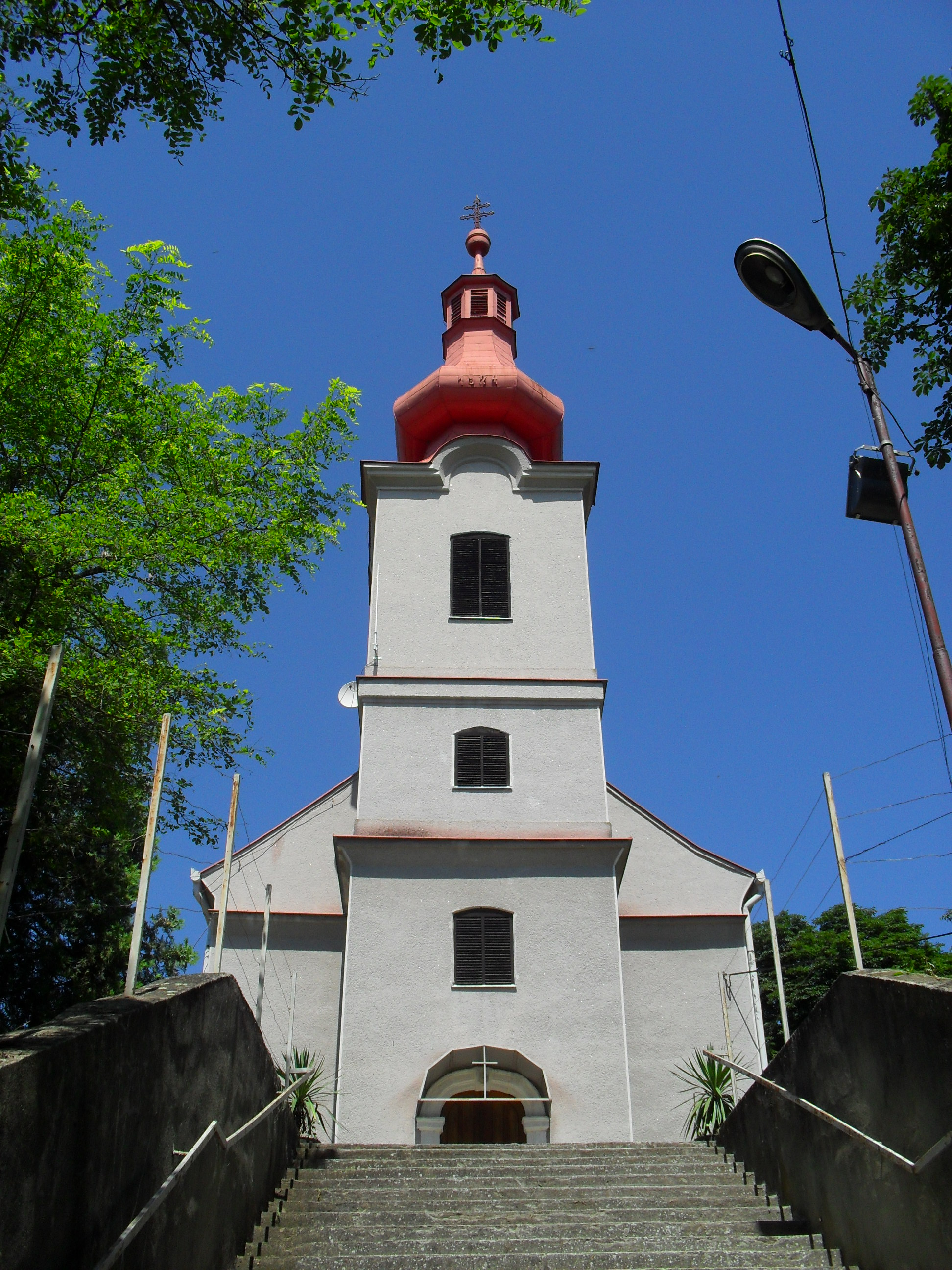
Katolikus templom
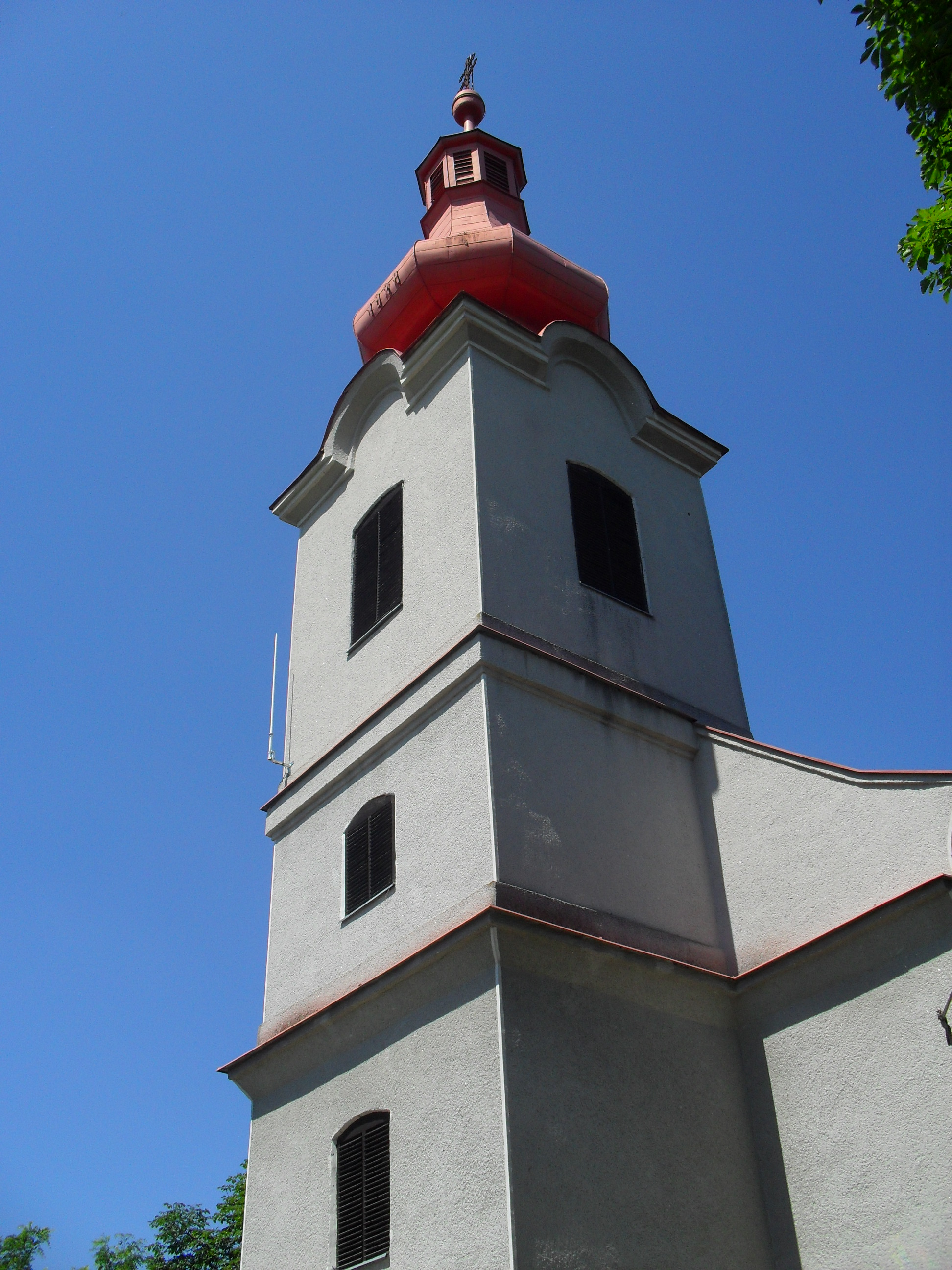
Katolikus templom
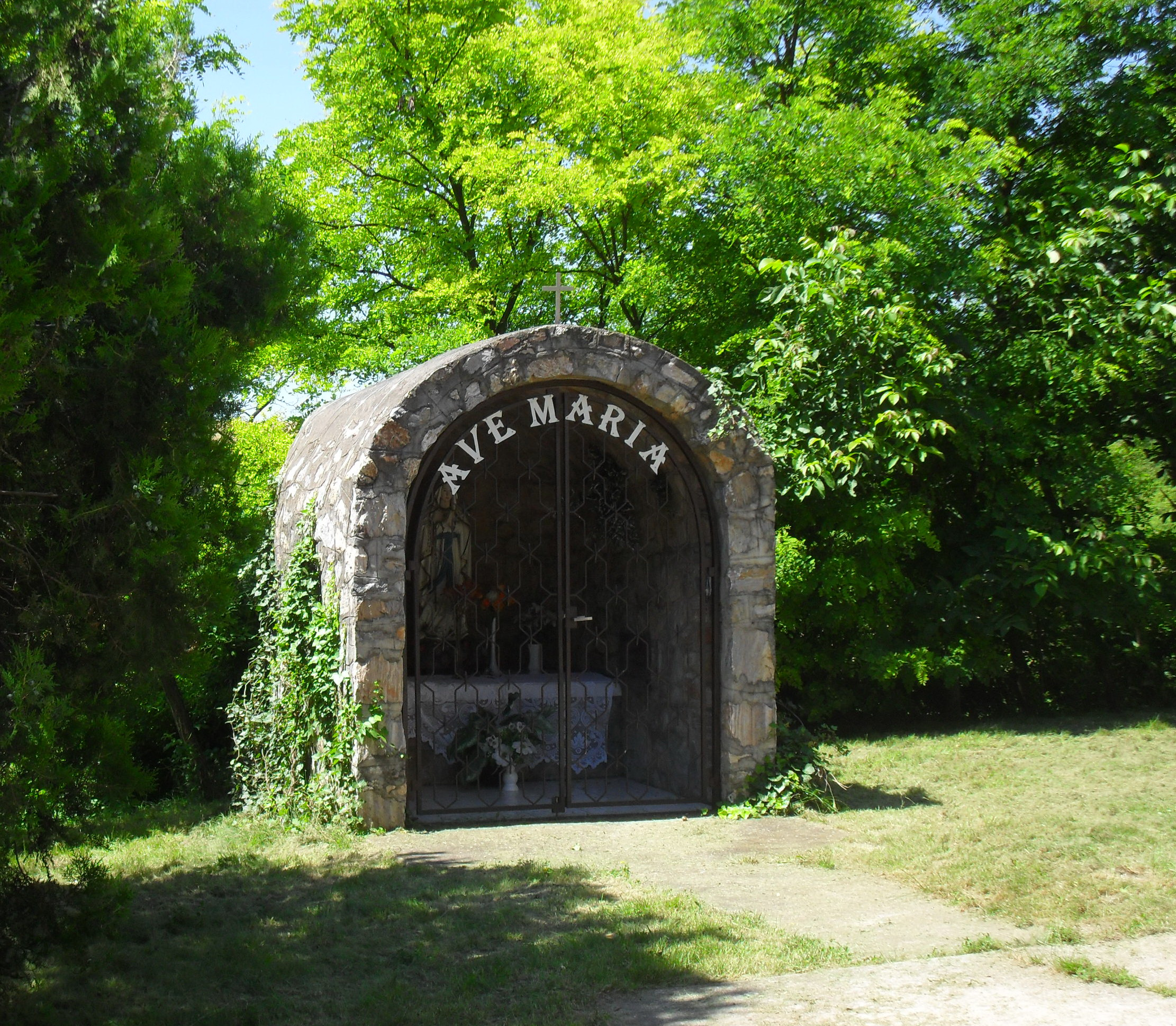
Mária-szoborfülke
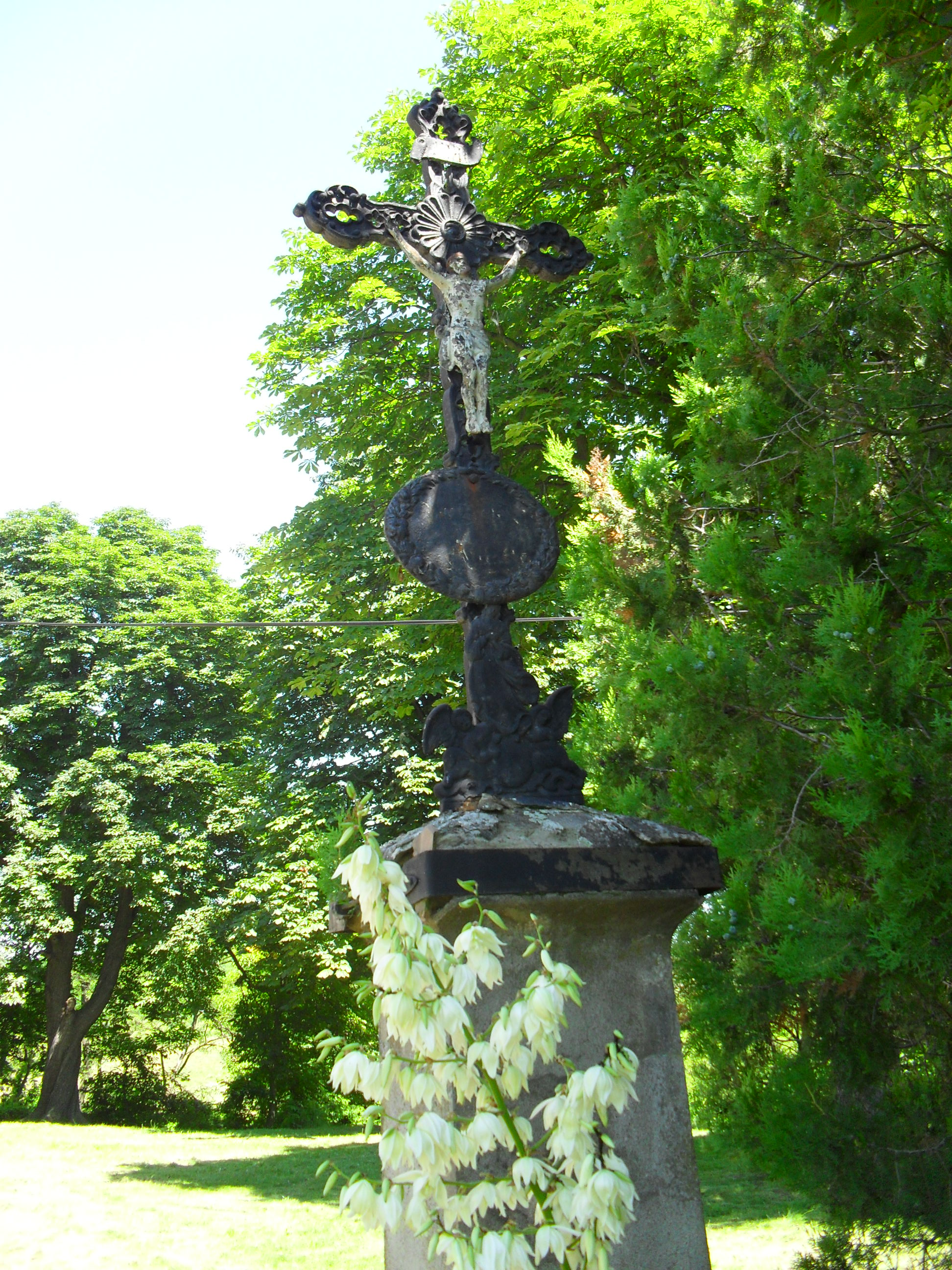
A templom mellett álló vaskereszt
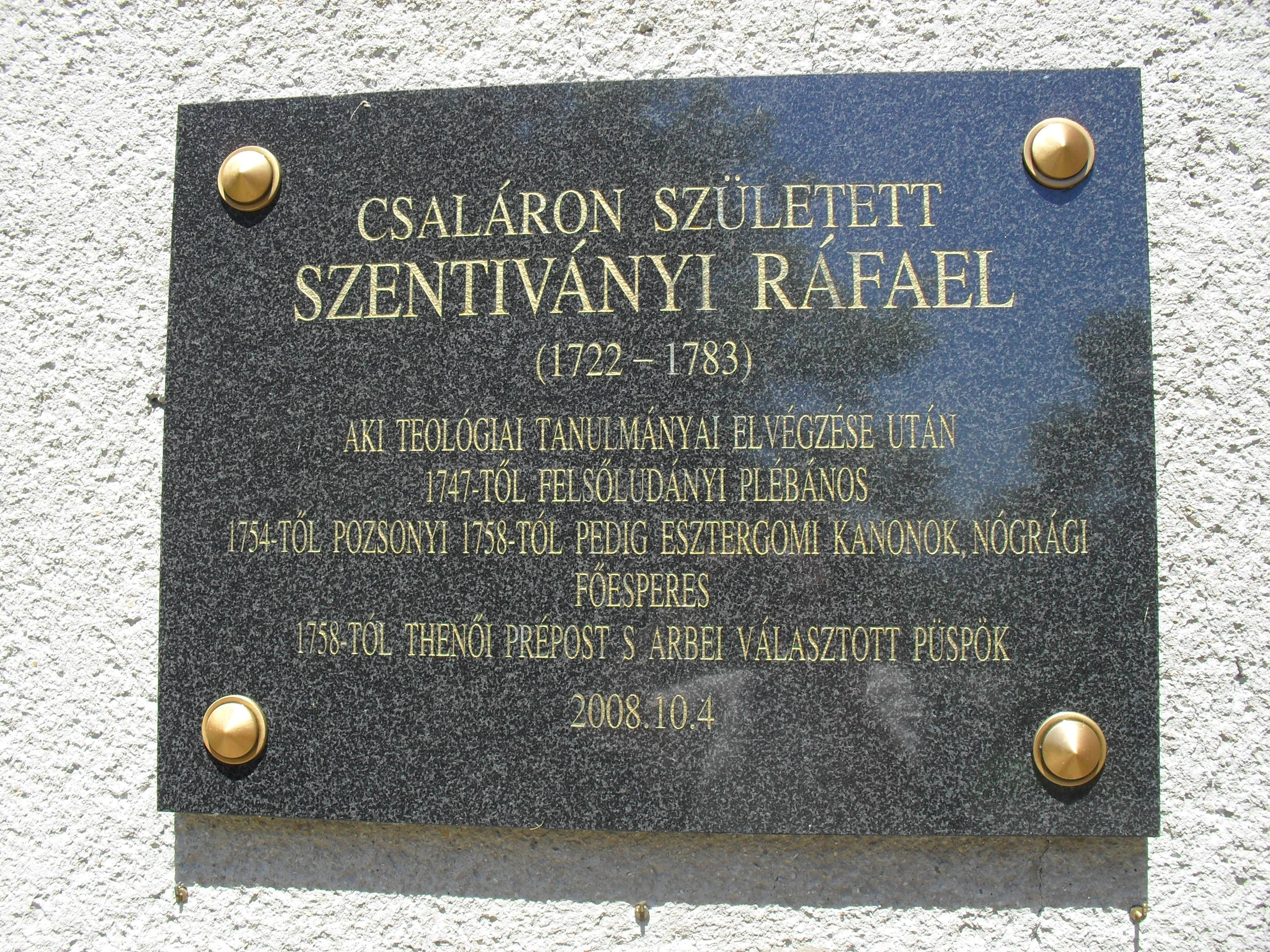
Szentiványi Ráfael emléktáblája
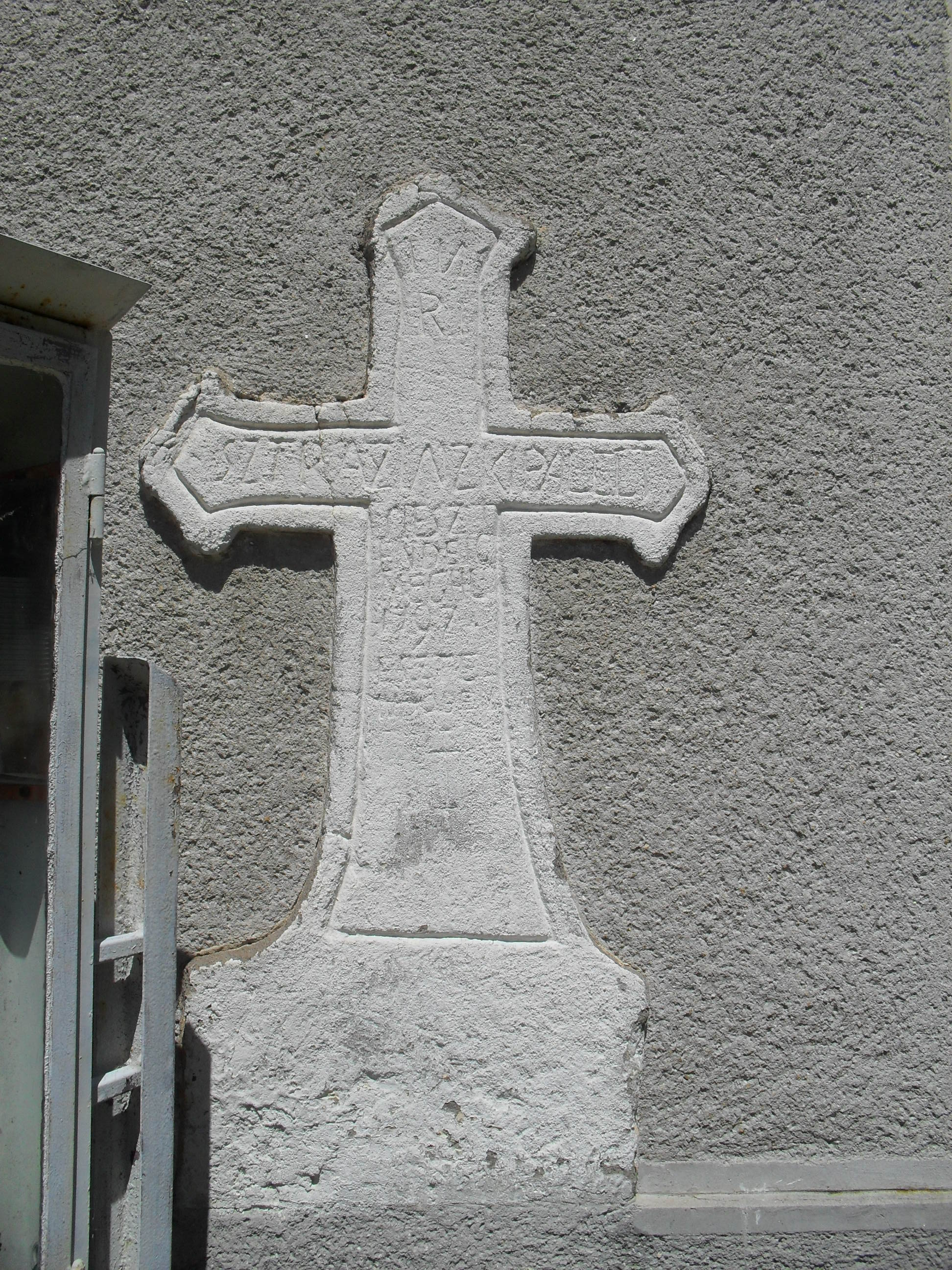
Régi kőkereszt a templom falában
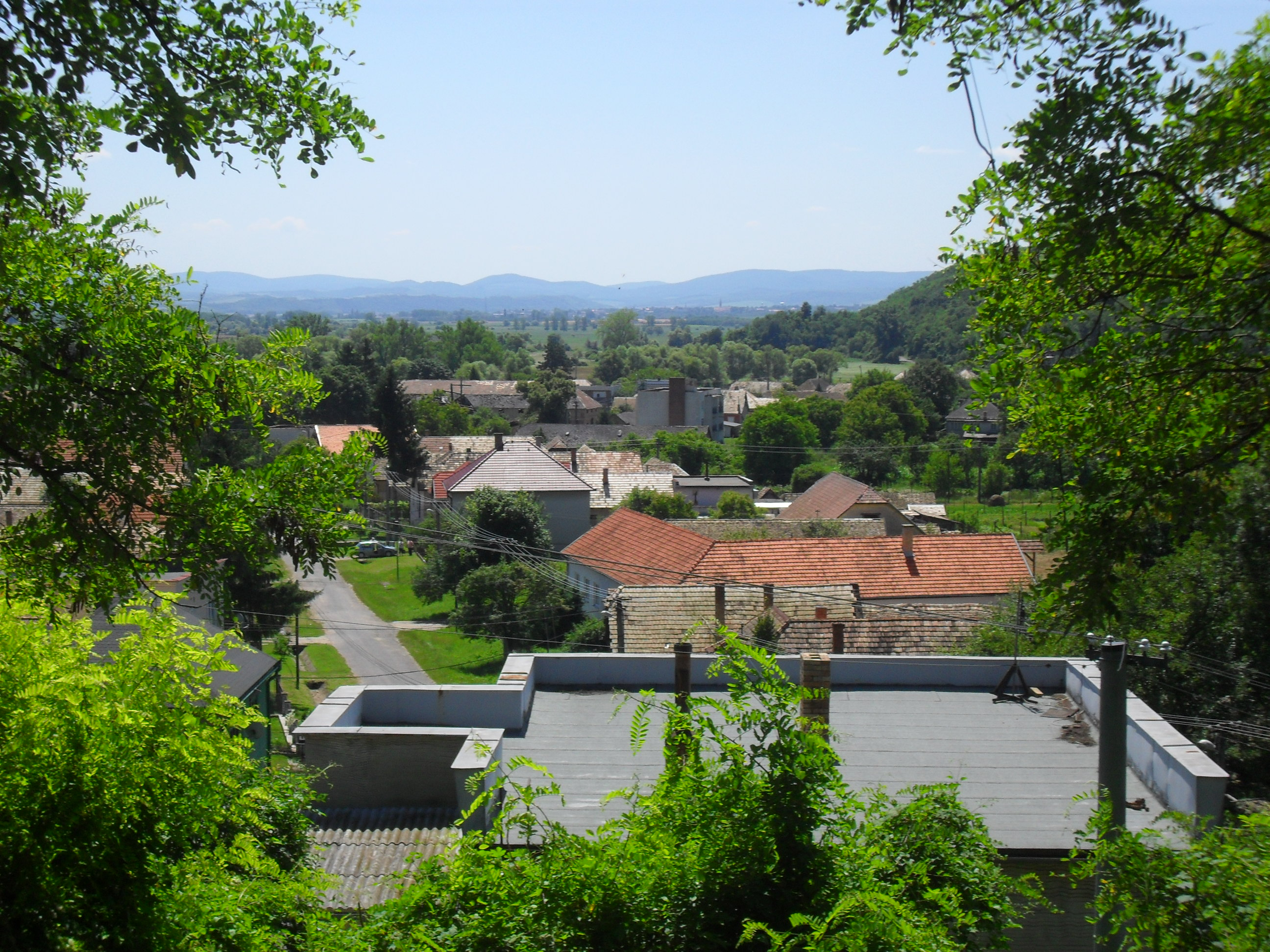
A falu látképe a templomtól
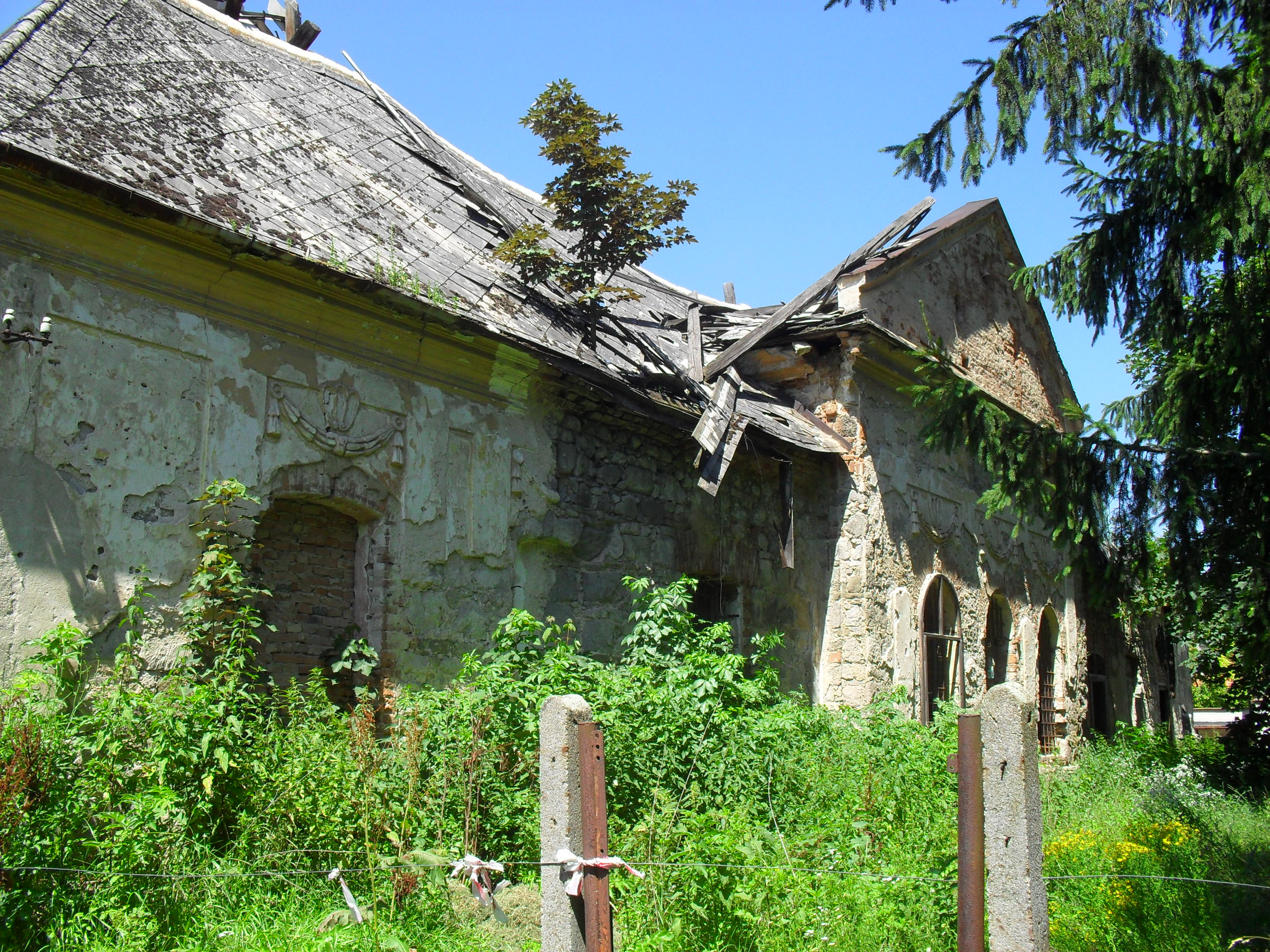
A kastély romjai
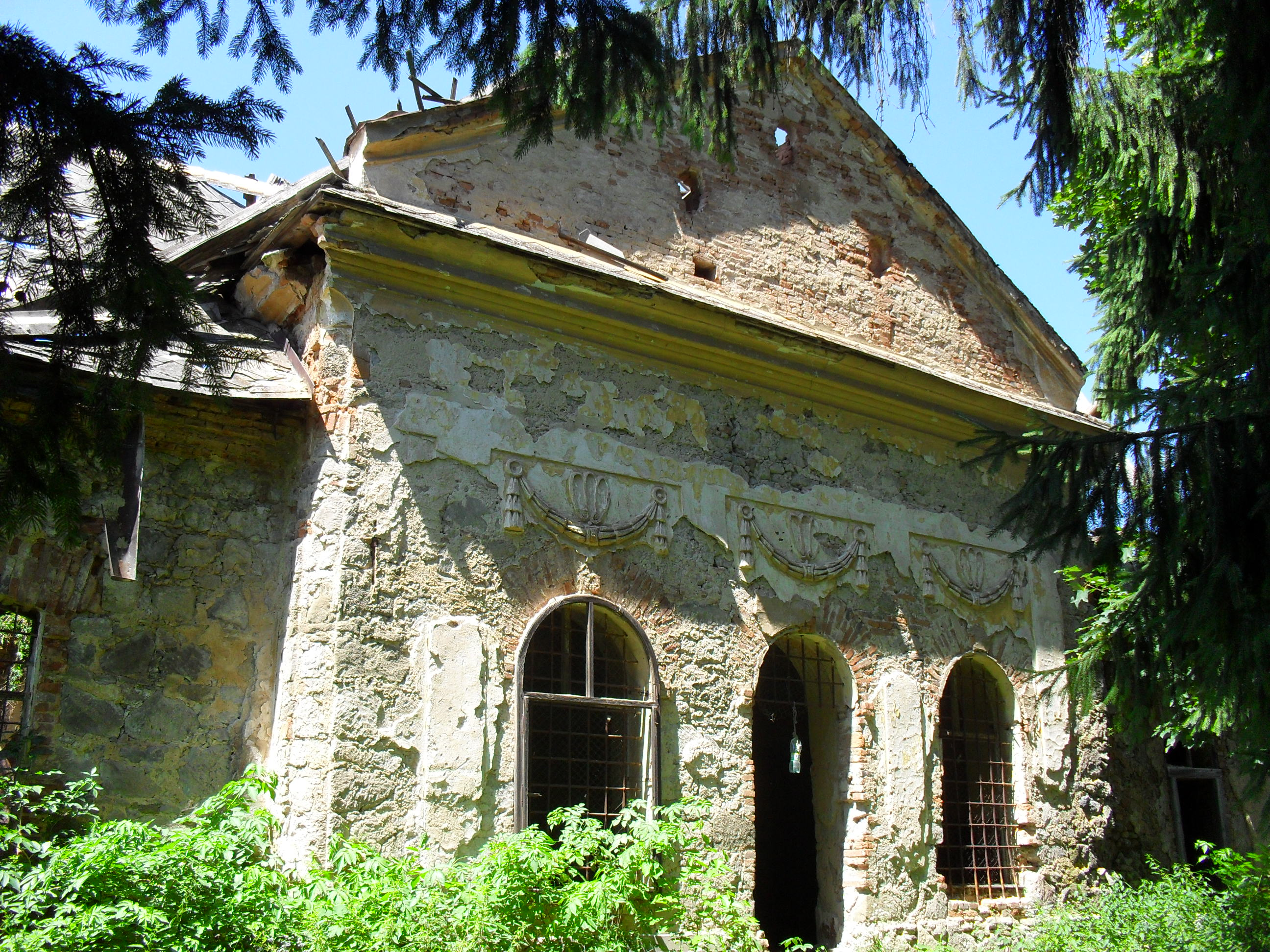
A kastély romjai
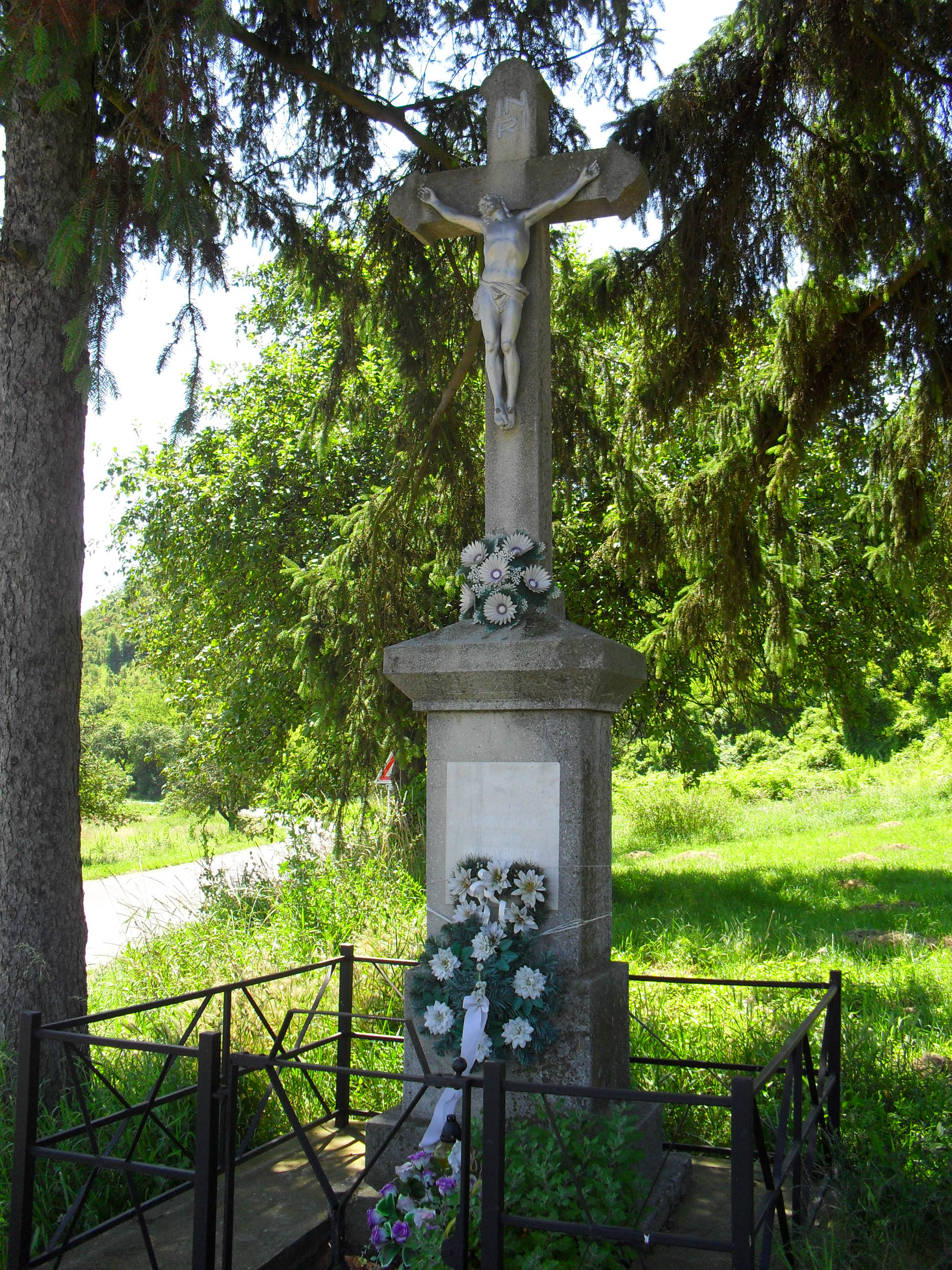
Temetői nagykereszt
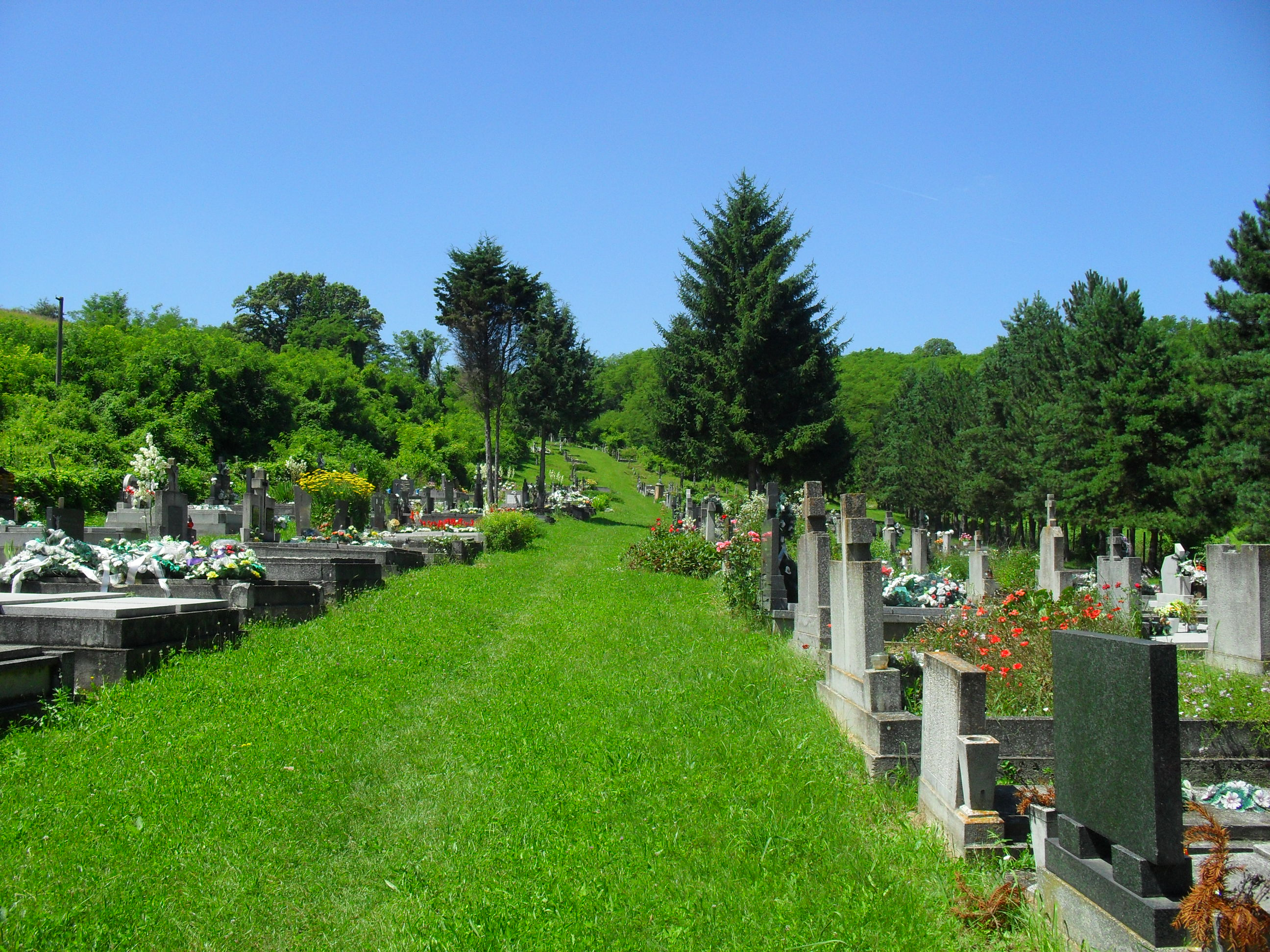
Temető
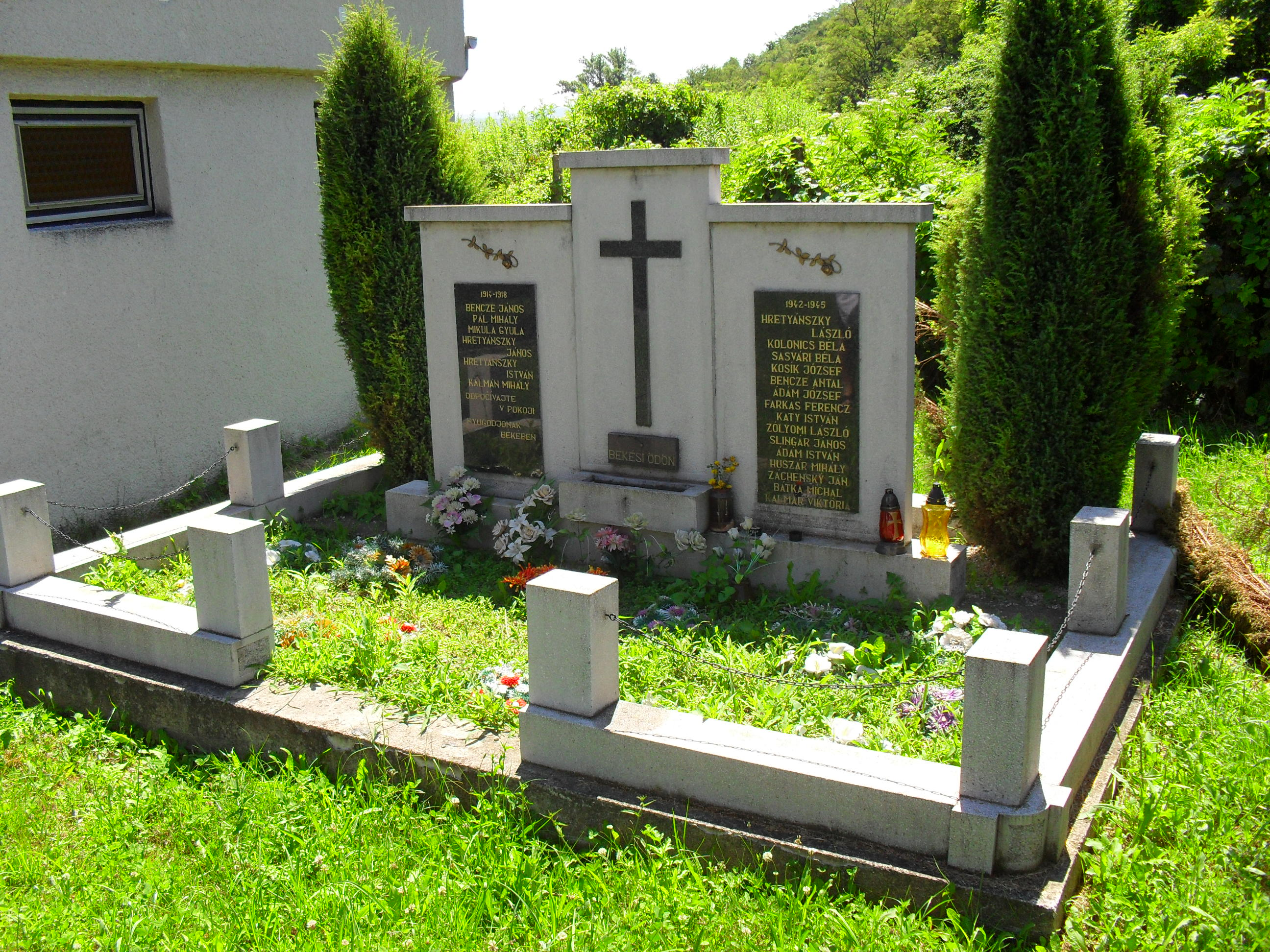
Világháborús emlékmű a temetőben
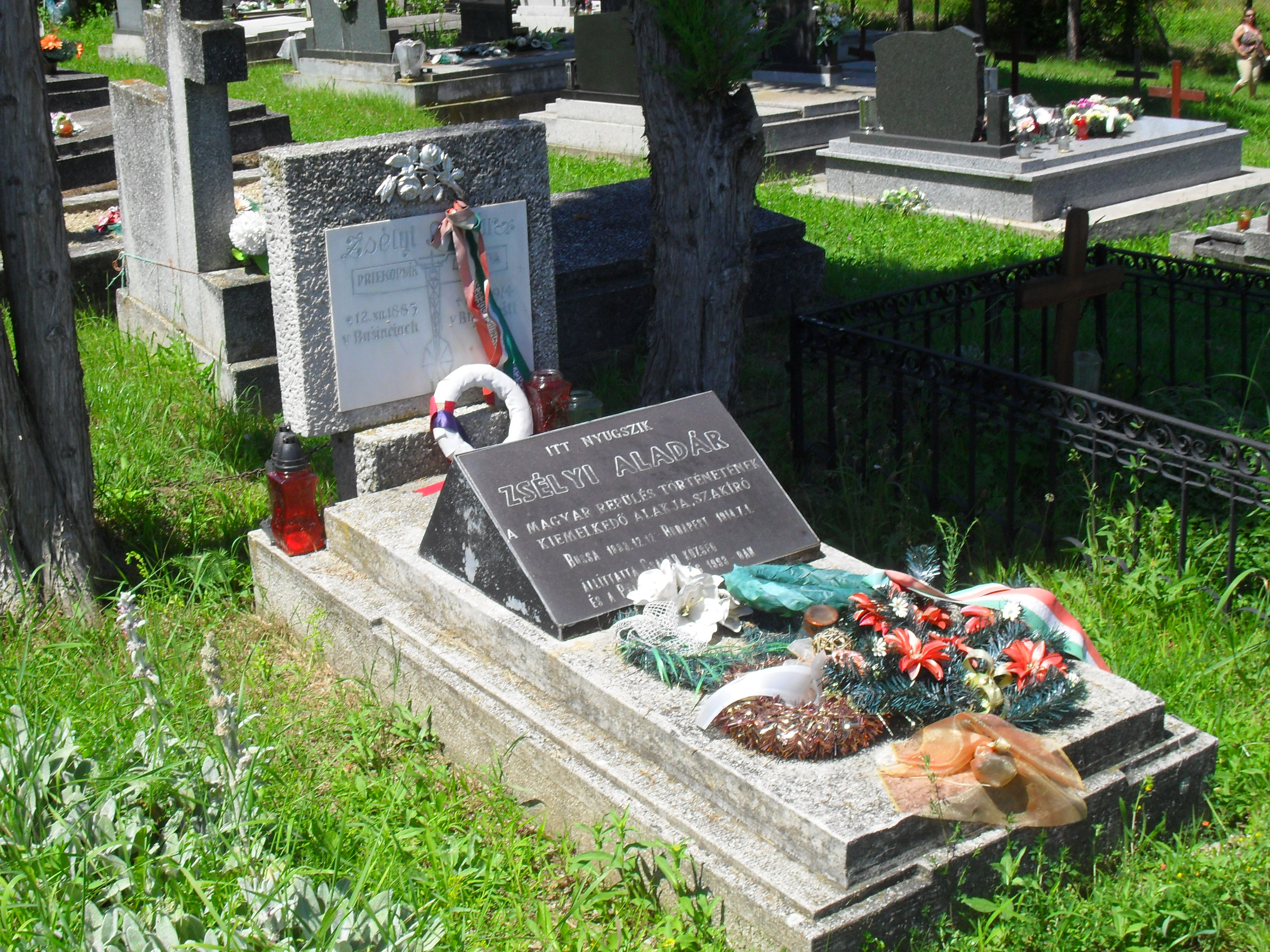
Zsélyi Aladár síremléke
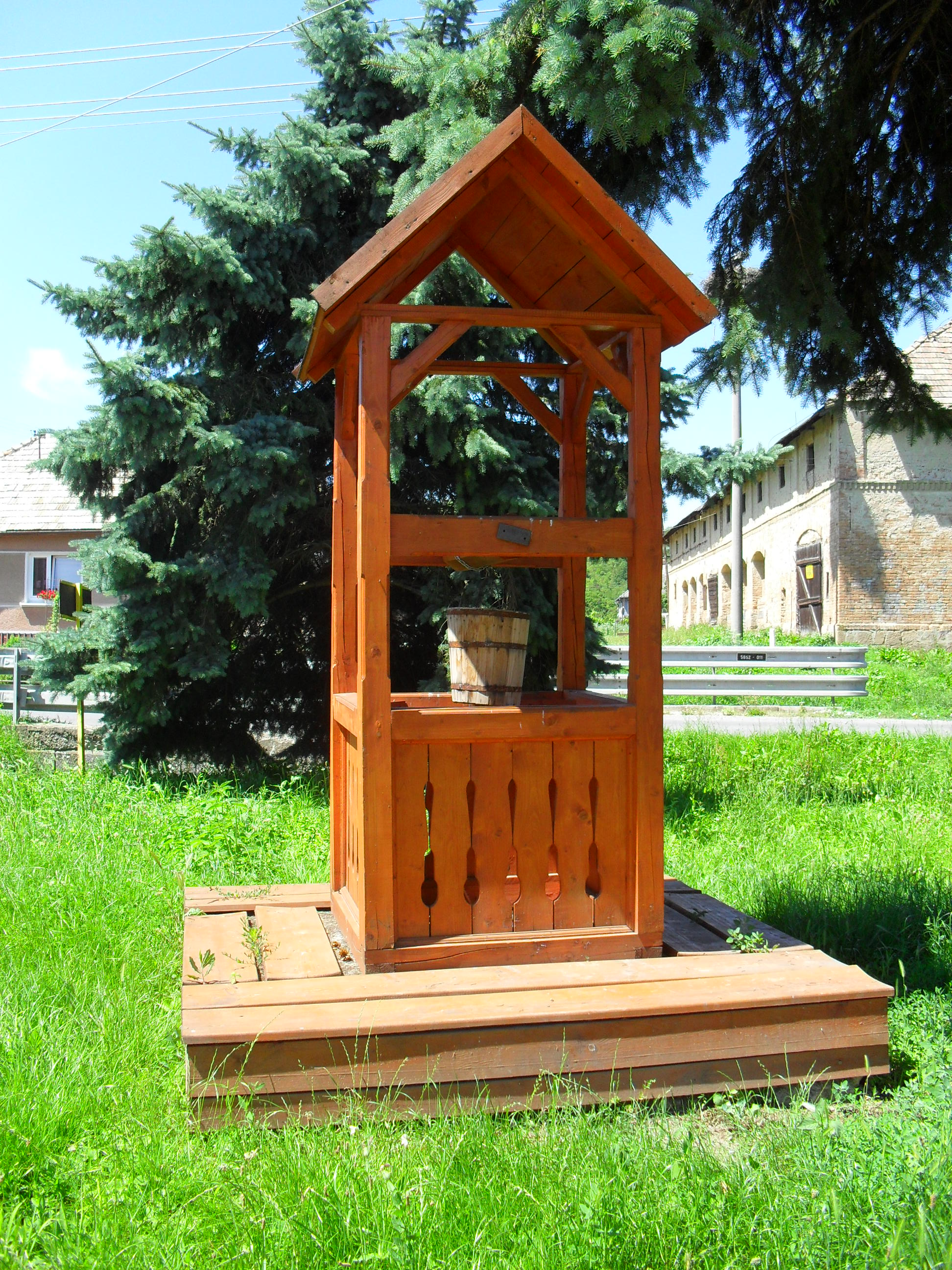
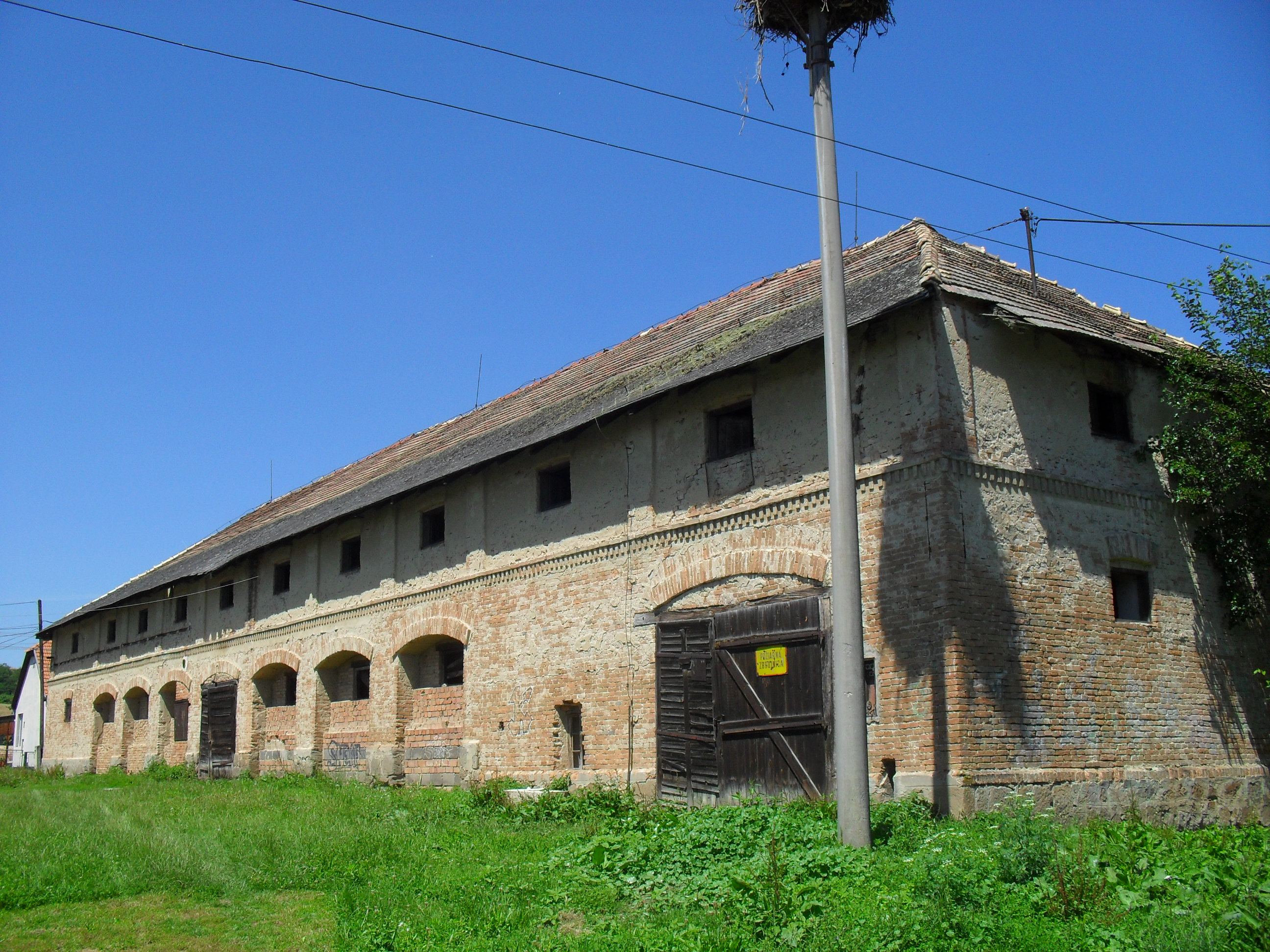
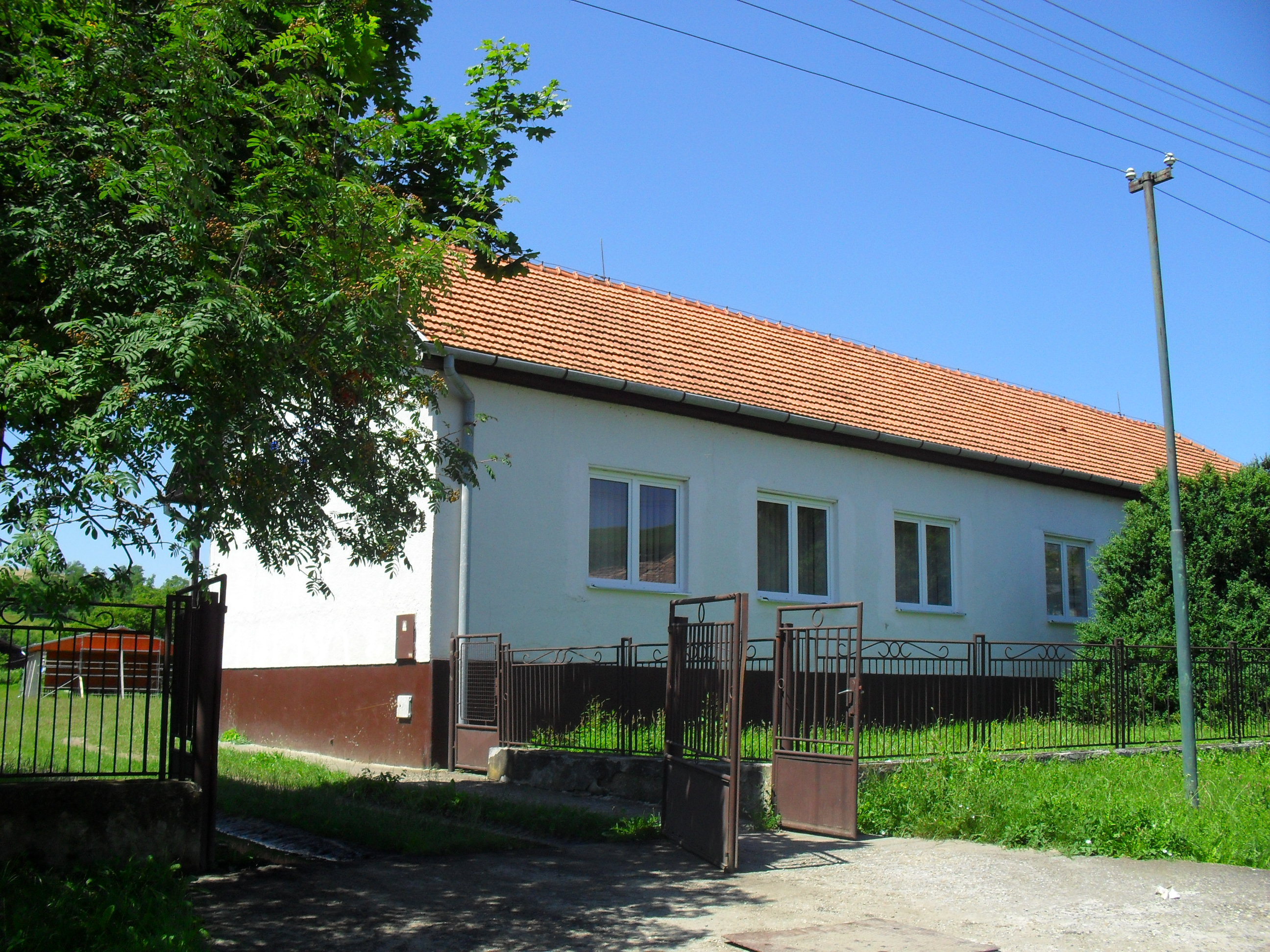